# Historia Plantarum in Palatinatu Electoralis
Historia Plantarum in Palatinatu Electoralis (abreviado Hist. Pl. Palat.) es un libro con descripciones botánicas que fue escrito por Johann Adam Pollich y editado en tres volúmenes en 1776-1777. Su nombre completo es Historia plantarum in Palatinatu electorali sponte nascentium incepta, secundum systema sexuale digesta.